# Triquetrella tasmanica
Triquetrella tasmanica là một loài Rêu trong họ Pottiaceae. Loài này được (Broth.) Granzow miêu tả khoa học đầu tiên năm 1989.